# 1993 BW3
1993 BW3 är en asteroid i huvudbältet som upptäcktes den 30 januari 1993 av den australiensiske astronomen Robert H. McNaught vid Siding Spring-observatoriet.
Asteroiden har en diameter på ungefär 3 kilometer och den tillhör asteroidgruppen Apollo.